# ゆる党
ゆる党（ゆるとう）は、2014年8月にゆるキャラ6名により結成された、任意の自治体等イメージキャラクター広域連携協議会。

## 概要
2014年8月に、前年の「ゆるキャラグランプリ」で1位になったさのまるを党首として結成された。メンバーは6名で、自らを「ゆるシックス」と称して、各市のイベントに参加するなど交流をしながら、ゆるキャラ界の活性化を目標に活動している。
「自治体担当者同士に面識があり、イベントに一緒に参加する機会も多かった」ことから、連携事業に結びついた。これまでに３０を超えるイベントに参加。

## メンバー
- あゆコロちゃん（神奈川県厚木市）
- えび〜にゃ（神奈川県海老名市）
- えぼし麻呂（神奈川県茅ヶ崎市）
- さのまる（栃木県佐野市）
- たかたのゆめちゃん（岩手県陸前高田市）
- ふっかちゃん（埼玉県深谷市）